# 塞弗恩 (馬里蘭州)
塞弗恩（英語：Severn）是位於美國馬里蘭州安妮阿倫德爾縣的一個普查規定居民點。

## 人口
根據2020年美國人口普查的數據，塞弗恩的面積為47.50平方千米，當中陸地面積為47.50平方千米，而水域面積為0.00平方千米。當地共有人口57118人，而人口密度為每平方千米1,202.48人。